# Antiphon (Sophist)
Antiphon von Athen oder Antiphon der Sophist (altgriechisch Ἀντιφῶν Antiphṓn) war ein griechischer antiker Philosoph des 5. Jahrhunderts v. Chr. Er wird zu den Sophisten gezählt. Seine mögliche Identität mit dem Redner, Schriftsteller und Politiker Antiphon von Rhamnus ist in der Forschung nicht vollständig geklärt.

## Identität
Forschungsstand
Gegen Ende des 5. Jahrhunderts v. Chr. tauchen mehrere Träger des Namens Antiphon in Athen auf. Wer in den erhaltenen antiken Zeugnissen jeweils gemeint ist, ist umstritten. So ist bis heute nicht vollständig geklärt, ob Antiphon der Sophist mit dem Redner, Schriftsteller und Politiker Antiphon von Rhamnus identisch ist. Als Kriterien zu ihrer Unterscheidung wurden die antiken Testimonien (antike Berichte über Leben und Lehre), der Inhalt ihrer Schriften und stilistische Merkmale herangezogen. Heute zeichnet sich, vor allem durch die jüngsten Beiträge Cassins und Gagarins, ein Konsens zu Gunsten der Identität des Sophisten mit dem Redner ab.
Auch die Identifikation Antiphons des Sophisten mit einem gleichnamigen Tragödiendichter, einem Zeichendeuter und einem Traumdeuter wurde erwogen, gilt mittlerweile aber als widerlegt. Gegenwärtig verwendet die Forschung den Namen Antiphon der Sophist für den Verfasser der drei Schriften Wahrheit, Über den Gemeinsinn und Politikos. Schließlich sind auch Überlegungen eines Antiphon zur Mathematik überliefert.
Geschichte
Bereits im 3. Jahrhundert n. Chr. schloss Hermogenes von Tarsos (unter Berufung auf Didymos von Alexandria und andere) aus stilistischen Unterschieden der überlieferten Schriften auf die Existenz von mindestens zwei Trägern desselben Namens. Seine Vorgehensweise wurde von modernen Forschern nachgezeichnet, der auf diese Weise gewonnene Schluss auf verschiedene Verfasser der Schriften allerdings mehrheitlich abgelehnt.

## Leben
Das älteste Zeugnis stammt von Xenophon, der von einem Gespräch des Sokrates mit einem Sophisten namens Antiphon berichtet. Auch Aristoteles soll ein solches Gespräch erwähnt haben, nennt Antiphon aber nicht einen Sophisten, sondern einen Zeichendeuter. Ob beide identisch sind, ist unklar. Der bei Xenophon dargestellte Sophist Antiphon erscheint als professioneller Lehrer, der Sokrates seine Schüler abwerben will und diesen als politisch inaktiv, unglaubwürdig und ohne finanzielle Mittel und Einkünfte hinstellt.

## Werke
Dem Sophisten Antiphon werden drei Schriften zugerechnet:
- Wahrheit (Alḗtheia). Der Titel der nur bruchstückhaft überlieferten Schrift verweist auf eine gleichnamige Schrift des Protagoras und eleatisches Gedankengut. Antiphons eigener ontologisch-erkenntnistheoretischer Beitrag ist allerdings nur in einem Fragment[11] erhalten, dessen Text und Sinn trotz zahlreicher Deutungsversuche nicht hergestellt werden konnte. Möglicherweise nimmt er die Unerkennbarkeit eines einheitlichen Seins an, vielleicht aber auch die Unerkennbarkeit einer zugrundeliegenden kleinsten Einheit oder die Unerkennbarkeit eines pluralistisch gefassten Seienden. Über dieses Fragment hinaus sind bei Diels und Kranz 42 weitere abgedruckt, hinzu kommen einige Papyri.[12]
- Über den Gemeinsinn (oder Über Eintracht, Perì homonoías). Antiphon behandelt hier[13] unter anderem einige nicht-griechische Völker (beispielsweise die libyschen „Schattenfüßler“), Probleme innerhalb der Ehe aus der Sicht des Mannes, die Kürze, Hinfälligkeit und Unwiederholbarkeit des Lebens, richtet sich gegen Geiz, Zaudern und Faulheit und lobt die Überwindung der Versuchung, Schlechtes zu tun, edle Erziehung, Gehorsam, Freundschaft und Altenpflege. Weiters gibt er Beispiele für gesuchte Ausdrücke.
- Politikos (Politikós). Hierbei handelt es sich um eine Staatsrede, von der fast nichts überliefert ist. Die wenigen Fragmente richten sich gegen das Verschleudern von Vermögen und Pflichtvergessenheit infolge von Trunkenheit, ein weiteres Fragment, das auch aus einer anderen Schrift stammen könnte, gegen das Verschleudern von Zeit.

Die Schrift Über Traumdeutung (Perì kríseōs oneírōn) stammt wahrscheinlich von einem anderen Antiphon.
Aus den Schriften Wahrheit und Über den Gemeinsinn waren nur kümmerliche Zitate etwa bei Johannes Stobaios überliefert, bis im 20. Jahrhundert im ägyptischen Oxyrhynchos Papyrus-Fragmente mit längeren Abschnitten aus der Wahrheit gefunden wurden.

## Ausgaben und Übersetzungen
- Hermann Diels (Hrsg.): Die Fragmente der Vorsokratiker. 5. Auflage. Berlin 1957 (klassische Fragmentsammlung)
- Gerard J. Pendrick (Hrsg.): Antiphon the Sophist: The Fragments. Cambridge University Press, Cambridge 2002 (griechischer Text und englische Übersetzung der Fragmente mit ausführlichem Kommentar)
- Louis Gernet (Hrsg.): Antiphon: Discours suivis des fragments d’Antiphon le Sophiste. Les Belles Lettres, Paris 1954 (Edition mit französischer Übersetzung und Kommentar)
- Thomas Schirren, Thomas Zinsmaier (Hrsg.): Die Sophisten. Ausgewählte Texte. Reclam, Stuttgart 2003, S. 120–215 (Text und Übersetzung der größeren Fragmente)